# Isochromodes peculiaris
Isochromodes peculiaris là một loài bướm đêm trong họ Geometridae.